# Oligella urethralis
Oligella urethralis es una bacteria gramnegativa del género Oligella. Fue descrita en el año 1987, es la especie tipo. Su etimología hace referencia a uretra. Conocida anteriormente como Moraxella urethralis, que se describió en 1970. Es aerobia e inmóvil. Catalasa y oxidasa positivas. Es sensible a penicilina. Temperatura de crecimiento óptima entre 30-37 °C. Tiene un contenido de G+C de 46-47,5%. Se ha aislado de la orina y del oído, aunque su patogenicidad no está clara. También se ha descrito un caso de peritonitis, artritis y pielonefritis.